# Purmalė
Purmalė je potok na západě Litvy (Klaipėdský kraj), v okrese Klaipėda, u severního okraje Klaipėdy. Pramení u vsi Kalotė, nedaleko železniční stanice Kalotė na trati Klaipėda - Vilnius. U městské čtvrti Labrenciškė protéká rybníkem, poté kříží čtyřproudovou rychlostní silnici č. 168 Klaipėda - Palanga, protéká mezi vsí Purmaliai a "hradištěm" Purmalių piliakalnis. Je dlouhý 3 km, vlévá se do Danė u vsi Purmaliai 11,4 km od jejího ústí do Danė jako její pravý přítok. Teče převážně směry jižním a východojihovýchodním.

## Přítoky
Purmalė má dva málo významné přítoky: pravý a levý. Levý přítok má svoje dva málo významné přítoky: pravý a levý.